# Peyrat-la-Nonière
Peyrat-la-Nonière är en kommun i departementet Creuse i regionen Nouvelle-Aquitaine i de centrala delarna av Frankrike. Kommunen ligger i kantonen Chénérailles som tillhör arrondissementet Aubusson. År 2022 hade Peyrat-la-Nonière 422 invånare.

## Befolkningsutveckling
Antalet invånare i kommunen Peyrat-la-Nonière
Referens:INSEE